# Фомич (левый приток Попигая)
Фоми́ч — река в Таймырском Долгано-Ненецком районе Красноярского края России, левый приток реки Попигай (бассейн Хатанги). Длина реки — 393 км, площадь водосборного бассейна — 13100 км².
Исток реки находится на Анабарском плато на высоте более 349 м над уровнем моря. В верховьях течёт преимущественно на север. После впадения реки Кюель-Аллара-Эттюнен-Тахсар у Афанасьевских озёр течение меняется на северо-восточное. Протекает по незаселённой местности, высота прилегающих к долине реки гор достигает 589 м. Берега в основном глинистые и каменистые. С юга долина реки ограничена предгорьями Анабарского плато, возвышенностями Тис-Тас и Лазарь-Кериге, с севера – грядой Хара-Тас. В долине Фомича имеются участки лиственничной лесотундры, в нижнем течении встречается ольха. Впадает в Попигай слева в 223 км от его устья в 29 км к северу от посёлка Попигай на высоте около 8 м над уровнем моря. В нижнем течении ширина русла достигает 240 м при глубине 2-4 м, при впадении образует небольшую дельту с островами, скорость течения — 0,9 м/с.
Основные притоки — Хастыр (лв), Бильлях (лв), Хардах-Юрях (лв), Кюель-Аллара-Эттюнен-Тахсар (лв), Турунга (пр), Балыга-Суох (лв), Фомичкан (пр).

## Данные водного реестра
По данным государственного водного реестра России и геоинформационной системы водохозяйственного районирования территории РФ, подготовленной Федеральным агентством водных ресурсов:
- Бассейновый округ — Енисейский
- Речной бассейн — Хатанга
- Речной подбассейн — Попигай
- Водохозяйственный участок — Попигай
- Код объекта в государственном водном реестре — 17040300112117600033657[4].